# Domača ovca
Domača ovca (znanstveno ime Ovis aries), najpogostejša vrsta rodu ovc (Ovis), je volnat prežvekovalec s štirimi okončinami, ki se je verjetno razvil iz divjega muflona v osrednji in jugozahodni Aziji. Gospodarsko je vrsta pomembna zaradi pridelave volne, mleka in mesa. Ovce in koze lahko imenujemo s skupnim imenom drobnica.

## Značilnosti
Domača ovca sodi med relativno majhne prežvekovalce. Običajno je žival poraščena s kodrasto dlako, ki se imenuje volna, na glavi pa imajo nekatere pasme spiralno oblikovane rogove. Za nekatere pasme ovc  je značilno, da rogov nimajo, pri nekaterih pa so rogovi prisotni le pri samcih. Večina rogatih pasem ima po en par rogov, nekatere pa imajo lahko več parov. Od divjih sorodnikov se domača ovca loči po več značilnostih, ki so posledica načrtnega križanja in ustvarjanja pasem s strani človeka. Ena takih značilnosti je barva dlake, ki je pri divjih ovcah običajno v rjavih tonih in je znotraj vrste podobna. Pri domači ovci je barva dlake lahko znotraj posamezne pasme različna. Barvni odtenki variirajo od bele do čokoladno rjave in celo pisane ali lisaste.
Prvih nekaj let se lahko starost ovce določi z opazovanjem prednjih zob. Osem prednjih mlečnih zob namreč do četrtega leta starosti postopno zamenjajo stalni. S starostjo začnejo ovce izgubljati stalne zobe, zaradi česar se težje pasejo. Po četrtem letu starosti tako ovce začnejo pešati, kljub temu pa lahko doživijo starost od 10 do 12 let, nekatere pasme celo do 20. Ovce imajo odličen sluh in so občutljive na hrup. Zaradi horizontalnih kvadratnih zenic imajo odličen periferni vid, katerega vidno polje lahko doseže kot med 270° in 320°, zaradi česar lahko ovce vidijo za svoj hrbet brez obračanja glave. Tako široko vidno polje velja za vrste, katerih obrazi niso poraščeni z dolgo dlako. Vrste, ki so po obrazih poraščene z dolgo dlako je potrebno zaradi njihove varnosti striči tudi tam. Globinski vid je pri ovcah slab, zaradi česar se raje zadržujejo izven senčnatih delov. Iz istega razloga se med umikanjem ovce pogosteje premikajo navkreber. Imajo občutljiv voh, kot ostale vrste svojega rodu pa tudi posebne žleze ob očeh in med parklji, katerih namen pa ni povsem jasen. Obrazne žleze najverjetneje igrajo pomembno vlogo med parjenjem. Žleze na nogah lahko imajo isti namen, nekateri znanstveniki pa so mnenja, da ovcam izločanje smrdljivega izločka pomaga pri orientaciji.

### Primerjava s kozami
Ovce in koze so bližnje sorodnice, ki jih uvrščamo v poddružino Caprinae. Kljub temu, da gre za različni vrsti živali, pa se lahko pojavijo hibridi, ki so vedno neplodni. Križanec med ovco in kozo se imenuje »kovca«.
Sicer je vizualnih razlik med ovco in kozo kar nekaj. Samci koz imajo značilne brade, ki jih ovni nimajo, poleg tega pa imajo ovce razdeljeno zgornjo ustnico in viseč rep. Koze običajno rep nosijo obrnjen navzgor in imajo pogosteje rogove, le-ti pa niso spiralno ukrivljeni.

## Uporaba
| Največje gojiteljice ovc — 2013 (v milijonih) | Največje gojiteljice ovc — 2013 (v milijonih) |
| --------------------------------------------- | --------------------------------------------- |
| Ljudska republika Kitajska                    | 180                                           |
| Avstralija                                    | 89                                            |
| Indija                                        | 75                                            |
| Sudan                                         | 52,5                                          |
| Iran                                          | 50,2                                          |
| Nigerija                                      | 39                                            |
| Združeno kraljestvo                           | 32,9                                          |
| Nova Zelandija                                | 30,8                                          |
| Skupaj svet                                   | 1.172,8                                       |
| Vir:UN Food & Agriculture Organisation (FAO)  |                                               |

Po ekonomski pomembnosti so prašiči, kokoši in govedo prehiteli nekdaj bolj razširjene ovce. Kitajska (136,4 milijonov), Avstralija (79 milijonov), Indija (65 milijonov) in Iran (53,8 milijonov glav ovac) imajo največje črede, skupno pa je na svetu milijarda ovac (podatki za 2008). Ovce so pomembne predvsem za lokalno ekonomijo držav v razvoju, na zahodu pa tudi v smislu trajnostnega razvoja v kmetijstvu.
Volni je po odkritju umetnih vlaken cena zelo padla, pravzaprav je v Sloveniji razširjena praksa kompenzacija "blago za blago", surovo volno se menjava za volnene izdelke, kot so odeje, preje, toplotne in zvočne izolacije. Volna vsebuje tudi linolin, mešanico maščobnih kislin, ki se uporablja v kozmetiki.
Ovčje meso (ovčetina, bravina) je popularno predvsem v sredozemskih državah, osrednji in južni Aziji in Avstraliji. V Sloveniji se uporablja zlasti jagnjetina, kuhana ali pečena, ki je mehkejša in nima tako izrazitega vonja in okusa.
Ovčje mleko je v primerjavi s kravjim bolj kalorično, vsebuje več beljakovin, maščob in ogljikovih hidratov, vendar manj natrija in kalija. Iz njega se delajo nekatere zelo znane vrste sira, kot sta feta in roquefort.

## V znanosti
Jean-Baptiste Denys, zdravnik v službi francoskega kralja Ludvika XIV. je izvedel prvo transfuzijo krvi iz ovce na človeka leta 1667. Prvi poskusi so bili uspešni, najverjetneje zaradi majhne količine prenesene krvi, zaradi česar ni prišlo do alergijske reakcije. Kasnejši poskusi so bili neuspešni, transfuzija je bila prepovedana in pozabljena naslednjih 150 let.
Ovca Dolly je bila prvi klonirani sesalec, skotila se je leta 1996.

## Črna ovca
Večina pasem ovc je bele barve, ker se črna barva deduje recesivno. Kljub temu so nekatere pasme praviloma črne. Na barvo vpliva gen ASIP ali aguti signalni protein. Poznamo različne barvne fenotipe, ki so posledica različnih genotipov. Dominantno belo barvo tako določa genotip AWt/AWt, črno barvo (tudi non-aguti ali recesivno samoobarvanje pa genotip Aa/Aa. Dodatni vzorci so na primer jazbečev obraz (Ab/Ab) in temnejše telo s svetlejšim delom po trebuhu (A*/A*). Kombinacije alelov (heterozigotne živali) dajejo barvni vzorec dominantnega alela. Bela barva (AWt) je dominantna nad vsemi, povzroči jo 190 kbp tandemska podvojitev, ki zajema gena ASIP in AHCY (adenozilhomocisteinaza) in promotor gena ITCH (ubikviti protein ligaza). Črna barva je posledica alela ASIP (nepodvojen) s tihim promotorjem.
Po SSKJ-ju je črna ovca tudi izraz za nekoga, ki izstopa ali je drugačen. Izraz je znan tudi v številnih drugih jezikih.

## Pasme ovc v Sloveniji
Abecedni vrstni red:
- belokranjska pramenka, mesna pasma
- bovška ovca, mlečna pasma
- istrska pramenka, mlečna pasma
- jezersko-solčavska ovca, mesna pasma
- oplemenjena bovška ovca, (z vzhodno frizijsko) mesno-mlečna pasma
- oplemenjena jezersko-solčavska ovca, (z romanovsko) mesna pasma
- texel ovca, mesna pasma in kot terminalna pasma za križanje

## Druge pasme
- merino
- romanovska ovca
- romney
- vzhodno frizijska ovca

## Galerija
- Visokogorska paša (Vršič)
- Jagnje, mlada ovca
- Črna ovca